# Olinda Nova do Maranhão
Olinda Nova do Maranhão is een gemeente in de Braziliaanse deelstaat Maranhão. De gemeente telt 12.684 inwoners (schatting 2009).